# ان‌جی‌سی ۷۰۳۰
ان‌جی‌سی ۷۰۳۰ (انگلیسی: NGC 7030) یک کهکشان مارپیچی میله‌ای است که در فاصله ۳۸۰ میلیون سال نوری از زمین در صورت فلکی برج بزغاله جای دارد.  قطر کهکشان NGC 7030 حدود ۱۳۳۵۱۰ سال نوری برآورد شده است. کهکشان NGC 7030 توسط اخترشناس فرانسیس پرستود لیونورث در ۳ سپتامبر ۱۸۸۵ کشف شد.